# Simmering
Simmering ([ˈzɪmɐˌʀɪŋ]ⓘ) is het 11e district van Wenen. Het is bij reizigers vooral bekend als eindpunt van de metrolijn U3. Simmering werd in 1892 een deel van Wenen en was daarvoor zelfstandig.

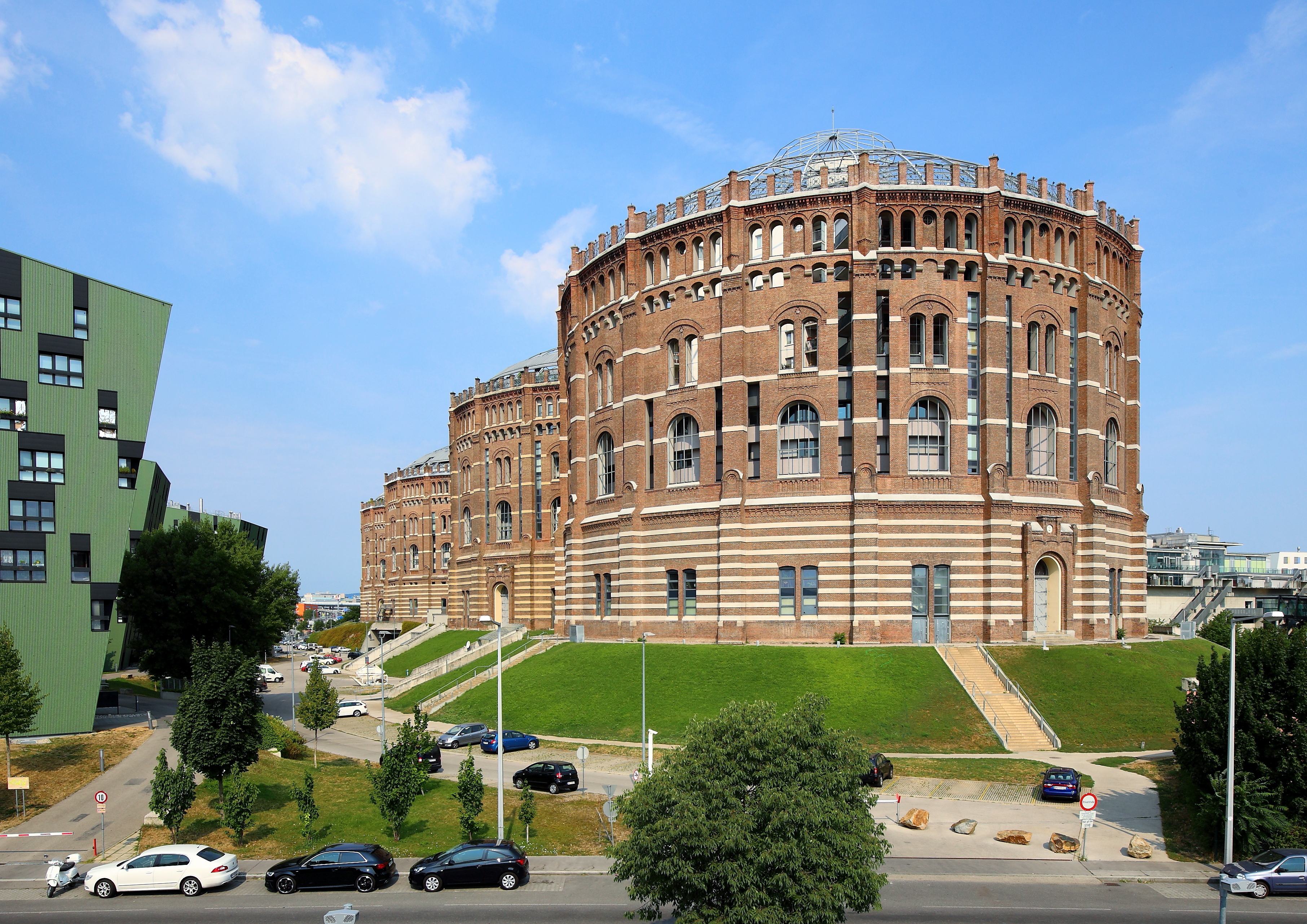
Gasometer in Wien-Simmering